# Boerentoren
Il Boerentoren è un grattacielo in stile Art déco alto 96 metri, che si trova ad Anversa, in Belgio.
Costruito tra il 1929 e il 1932 su progetto di Jan Van Hoenacker, era alto originariamente 87,5 metri ed è considerato il primo grattacielo costruito in Europa.
Dall'anno della sua costruzione fino al 1940 detenne il record di grattacielo più alto d'Europa, quando venne superato dalla Torre Piacentini di Genova, ma rimase l'edificio più alto del Belgio fino al 1967 quando venne superato dalla Tour du Midi. Nel 1954 gli fu applicata un'antenna che lo portò a 112 metri, che fu poi tolta nel 1976 quando il tetto fu alzato di 8 metri, portandolo all'attuale altezza di 96 metri.
L'edificio è oggi oggetto di un ampliamento ad opera dello studio di Daniel Libeskind che lo trasformerà in un centro culturale e la cui apertura è prevista per il 2028.